# Familien Swedenhielm
Familien Swedenhielm är en dansk film från 1947 i regi av Lau Lauritzen Jr. Leck Fischer skrev manuskriptet efter Hjalmar Bergmans skådespel Swedenhielms (1923). Pjäsen uppfördes också på Det kongelige Teater, delvis med samma skådespelare som i filmen.

## Rollista i urval
- Poul Reumert - Rolf Swedenhielm, senior
- Ebbe Rode - Rolf Swedenhielm, junior
- Beatrice Bonnesen - Julia Kørner (född Swedenhielm), skådespelare
- Maria Garland - Marthe Boman
- Ib Schønberg - Eriksson
- Mogens Wieth - Bo Swedenhielm, löjtnant
- Lily Weiding - Astrid, Bos fästmö
- Preben Neergaard - Pedersen, journalist
- Per Buckhøj - regissör
- Henry Nielsen - Portner
- Mogens Brandt - Disponent
- Ejner Federspiel - Nielsen
- Else Jarlbak - Gustava